# Aspasia (planta)
 Aspasia  es un  género de 8 especies diminutas de orquídeas epífitas y ocasionalmente litófitas. Se distribuyen desde Guatemala hasta Brasil.

## Descripción
Los miembros de Aspasia son plantas de tamaño moderado epífitas o litófitas con rizomas con brácteas, alargados, rastreros, y pseudobulbos lateralmente aplanados, de elipsoides a oblongos, de un color verdoso, que lleva de una a dos hojas glabras, de lanceoladas a liguladas, picudas, basalmente conduplicadas, y articuladas.
Florecen en las axilas, un tallo erecto, de 1 a 9 inflorescencias racemosas de pocas flores de tamaño intermedio con el labelo adosado a la mitad más baja de la columna y entonces quedando libre para formar un labelo de hoja amplia con collosidades en el centro. El género tiene de característica 2 polinias globulares con estípite y un viscidio.

## Hábitat y distribución
Estas orquídeas son epífitas o litófitas, que se encuentran desde Guatemala hasta Brasil. Se encuentran en selvas húmedas siempre por debajo de los 1000 m de altitud.

## Cultivo
Se desarrollan bien en macetas de plástico con sustrato suelto con cortezas. Tienen de preferencias luz moderadamente intensa, temperaturas cálidas intermedias, buena humedad y movimiento del aire.

## Taxonomía
El género fue descrito por John Lindley y publicado en The Genera and Species of Orchidaceous Plants 139. 1832.
Etimología
El nombre Aspasia procede del griego, y significa amable, agradable; nombrada por Aspasia de Mileto, la esposa ateniense de Pericles.

## Especies deAspasia
- Aspasia epidendroides Lindl. (1834) (Panamá)
- Aspasia lunata Lindl. (1836)
- Aspasia lyrata (Vell.) Rchb.f. (1852)
- Aspasia omissa Christenson (2004)
- Aspasia principissa Rchb.f. (1852) (Panamá)
- Aspasia psittacina (Rchb.f.) Rchb.f. (1878) (Brasil)
- Aspasia silvana F. Barros (1989)
- Aspasia variegata Lindl. (1836)